# Elguja Lobjanidze
Elguja Lobjanidze (in georgiano ელგუჯა ლობჯანიძე?; Tbilisi, 17 settembre 1992) è un calciatore georgiano, attaccante del Qizilqum.

## Carriera

### Club
Ha giocato nella prima divisione georgiana, in quella russa ed in quella kazaka.

### Nazionale
Nel 2017 ha esordito con la nazionale georgiana.

## Palmarès

### Club

#### Competizioni nazionali
- Supercoppa di Georgia: 1

Dinamo Batumi: 2022